# Ребырково
Ребырково (болг. Ребърково) — село в Болгарии. Находится в Врачанской области, входит в общину Мездра. Население составляет 336 человек.

## Политическая ситуация
В местном кметстве Ребырково, в состав которого входит Ребырково, должность кмета (старосты) исполняет Филип  Цветков Димитров (независимый) по результатам выборов правления кметства.
Кмет (мэр) общины Мездра — Иван Аспарухов Цанов (независимый) по результатам выборов в правление общины.